# Thư pháp Nhật Bản
Thư pháp tại Nhật Bản còn được gọi là thư đạo (書道 shodō). Theo các chuyên gia thư pháp Nhật Bản, chữ Hán được truyền từ Trung Quốc sang Nhật Bản từ khoảng 2000 năm trước, được sử dụng phổ biến ở Nhật Bản từ khoảng thế kỷ 5. Sau đó, dựa trên cơ sở chữ Hán, người Nhật đã sáng tạo ra kiểu chữ của mình là chữ Hiragana và Katakana (kiểu chữ biểu thanh). Thư pháp Nhật Bản được hình thành từ hai kiểu chữ chính là kiểu chữ Hán từ Trung Quốc đến và kiểu chữ Hiragana, Katakana. Hiện nay, ở Nhật Bản có từ 8 đến 10 triệu người tham gia viết thư pháp, và thư pháp được coi là một trong những môn nghệ thuật đặc sắc của Nhật Bản. Thư đạo cũng được thêm vào là một môn học nhỏ trong trường học, học sinh được rèn cách mài mực và cách viết. Theo phân loại của Hội thư pháp Mainichi của Nhật Bản, thư pháp truyền thống đến thư pháp hiện đại của Nhật Bản có thể được xếp theo 7 bộ môn.

## 7 bộ môn thư pháp

### Thư pháp chữ Hán

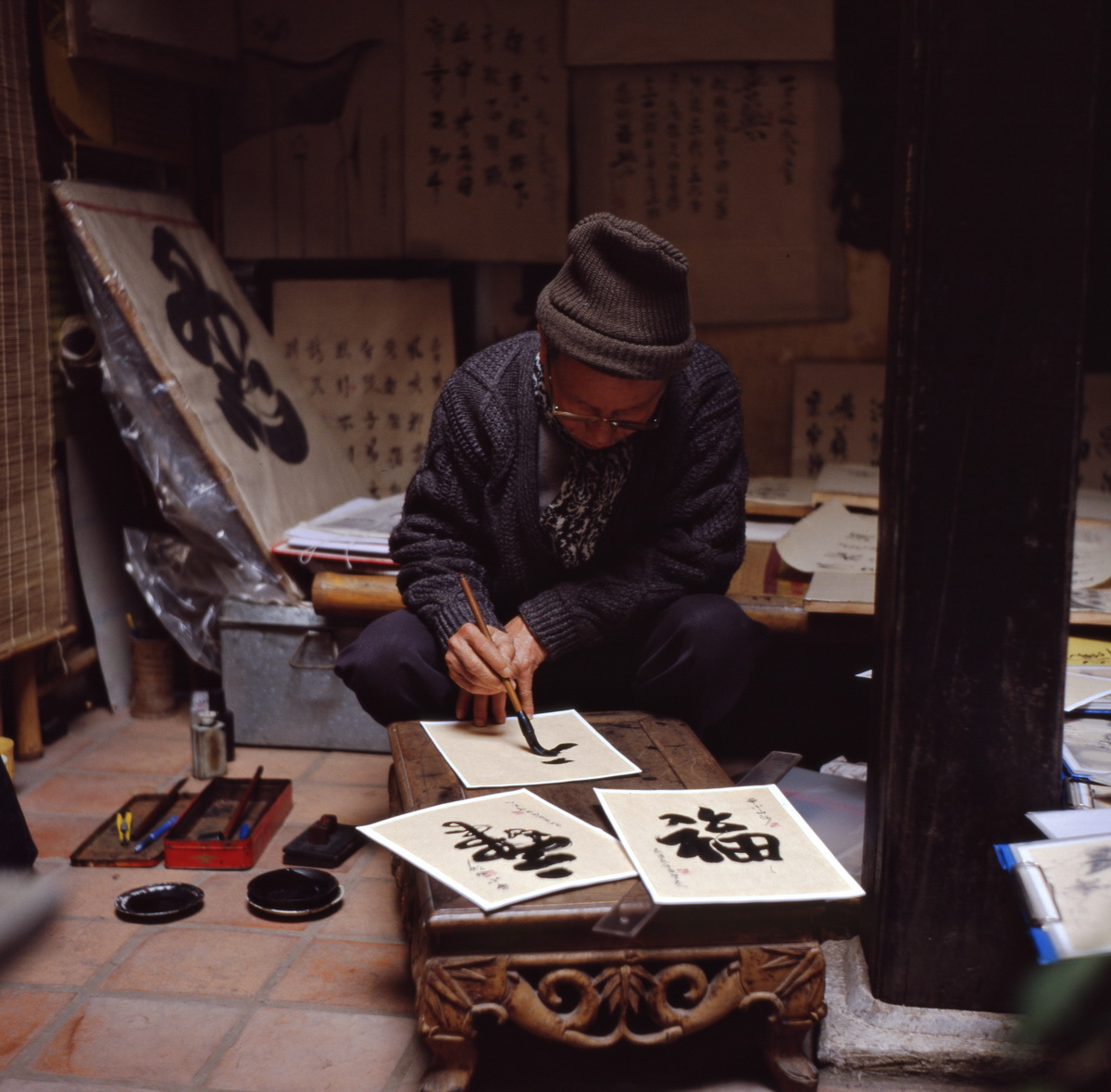
Một nhà thư pháp

Được tạo nên nhờ dựa vào thơ, văn xuôi cổ điển viết bằng chữ Hán, dựa vào cảm nhận nghệ thuật và phương pháp học thư pháp của từng người thông qua các tác phẩm từ nhiều chữ đến ít chữ, và các thể loại thư pháp như Ten (Triện thư), Rei (Lệ thư), Kai (Khải thư), Gyo (Hành thư), So (Thảo thư), tìm kiếm thể loại thư pháp vốn có. Bộ môn thư pháp chữ Hán thể hiện tính hiện đại hoà quyện trong tính truyền thống.

### Thư pháp chữ Kana
Được tạo ra để viết những từ ngữ đẹp của Nhật Bản thông qua việc cải biên, phát triển những bài hát Waka và thơ Haiku. Có sự biểu hiện phong phú tùy theo chí hướng khác nhau của các tác giả về những bài ca cổ mà thư pháp Kana. Vẻ đẹp của chữ Kana hiện đại được hoà trộn với cảm giác mới của Kana chữ lớn (nguồn gốc của chữ Kana là chữ nhỏ).

### Thư pháp thơ văn cận đại (Cận đại thi văn thư)
Là những tác phẩm lấy văn và thơ hiện đại làm đề tài, điều hoà giữa chữ Hán và chữ Kana tạo ra một thư pháp mới. Đây là bộ môn đã được triển khai, mở rộng ở các kì triển lãm Thư pháp Mainichi. Do tính chất dễ đọc và gần gũi nên nó nhận được sự ủng hộ của nhiều người.the linh la nguoi sang lap

### Thư pháp viết chữ lớn (Đại tự thư)
Là những tác phẩm thư pháp viết chữ lớn mà số lượng chỉ từ 1 đến 2 chữ. Một thế giới thư pháp mới được tạo ra từ việc định hướng tạo hình, tôi luyện đường nét và sáng tạo về màu đen.

### Thư pháp chữ in bằng khuôn khắc đá – Tenkoku (Triện khắc)
Bộ môn này được cho là tinh hoa của phương Đông và giới thư pháp. Chữ in bằng khuôn hình vuông 3 phân. Người ta khắc trên đá những bản thư pháp và chữ viết thời cổ đại của Trung Quốc sau đó in trên giấy trắng, tạo nên sự tương phản rất đẹp giữa mực (đỏ) và giấy. Tekuko là cảm giác tạo hình mới dựa trên nền tảng truyền thống được hoà quyện trong một không gian nhỏ.

### Thư pháp chữ khắc gỗ (Khắc tự)
Chữ viết được khắc lên bản gỗ. Chữ viết ở đây khác với chữ viết bằng bút, nó mang tính lập thể và còn có thể được tô bằng nhiều màu sắc. Khắc tự là một bộ môn thư pháp đang gây được sự chú ý.

### Thư pháp ZenEi (Tiền vệ thư)
Bộ môn này biến đổi nhận thức trước kia về thư pháp (coi thư pháp là biểu hiện của nhân cách con người). Thư pháp Tiền vệ thư chịu ảnh hưởng của hai trường phái: hội họa trừu trượng phương Tây và triết học phương Đông. Không bị giới hạn bởi việc lấy chữ làm nguyên liệu chính, người viết có thể tự do thể hiện tâm hồn và tình cảm thông qua các tác phẩm nghệ thuật mang tính trừu tượng.

## Hình ảnh

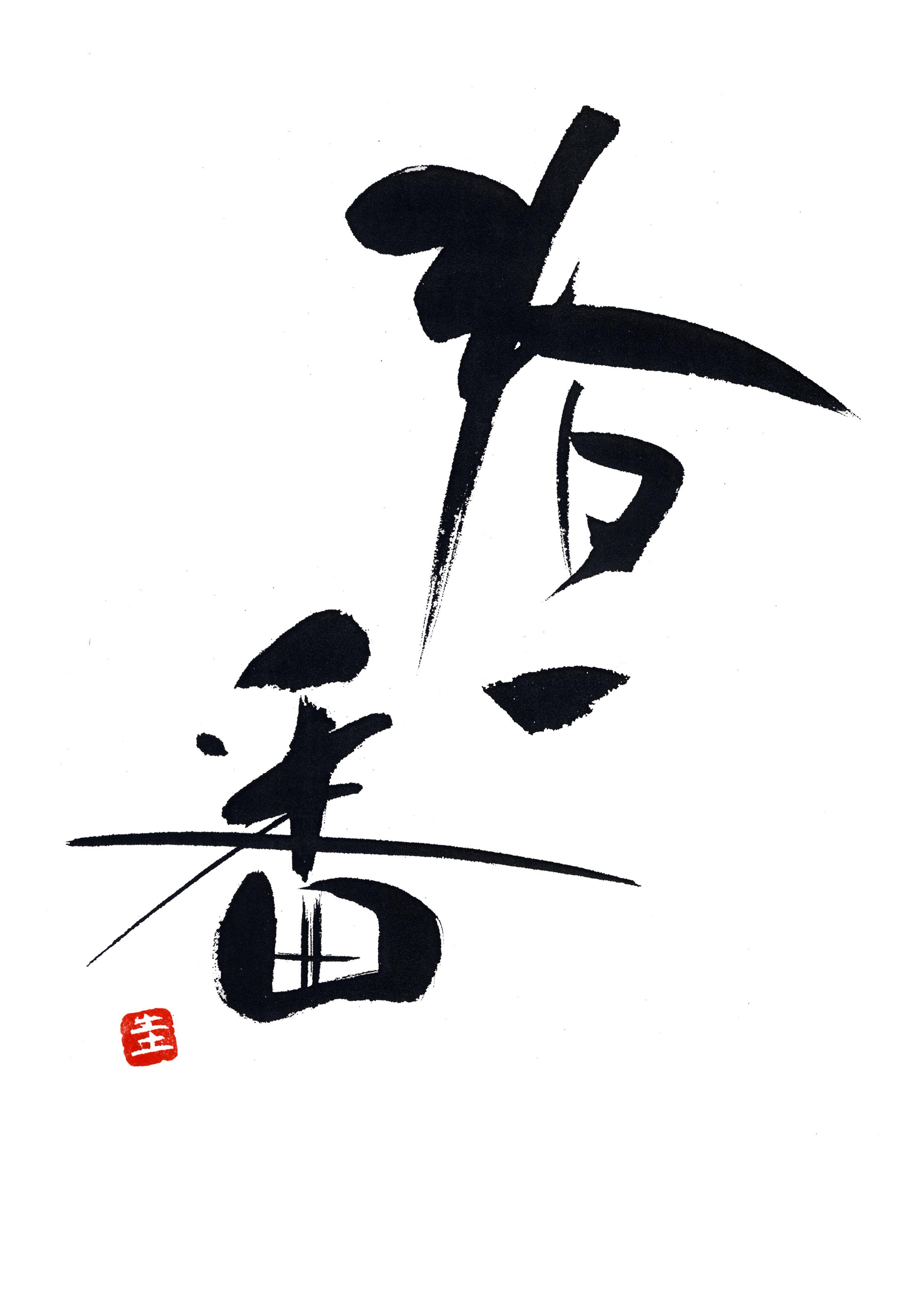
Thư pháp viết bởi Ishizaki Keisui
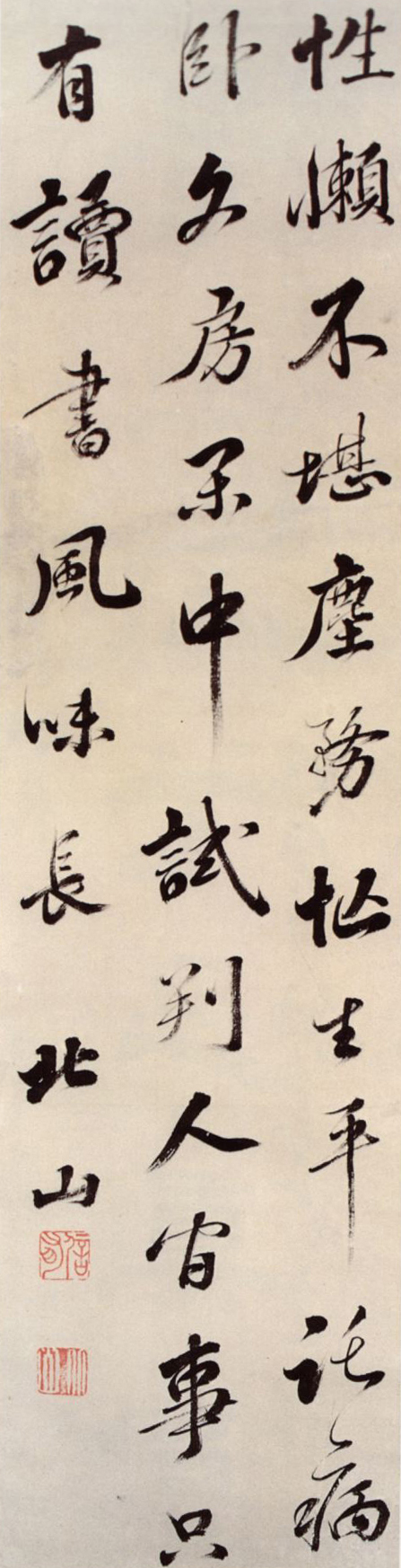
Thư pháp viết bởi Yamamoto Hokuzan thời kỳ Edo
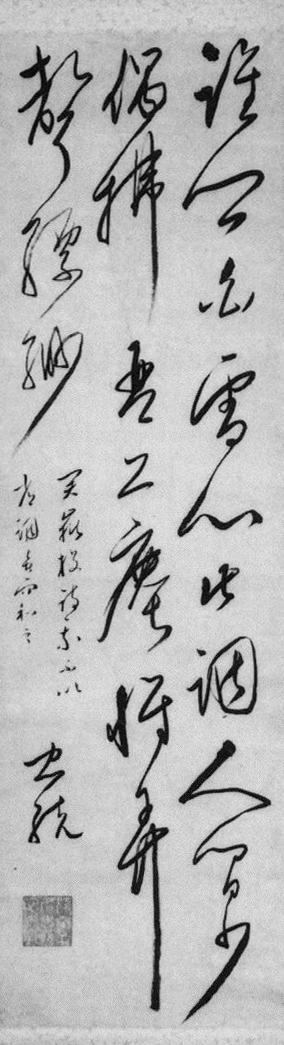
Thư pháp viết bởi Honda Tadamune (1691 - 1757) 本多忠統
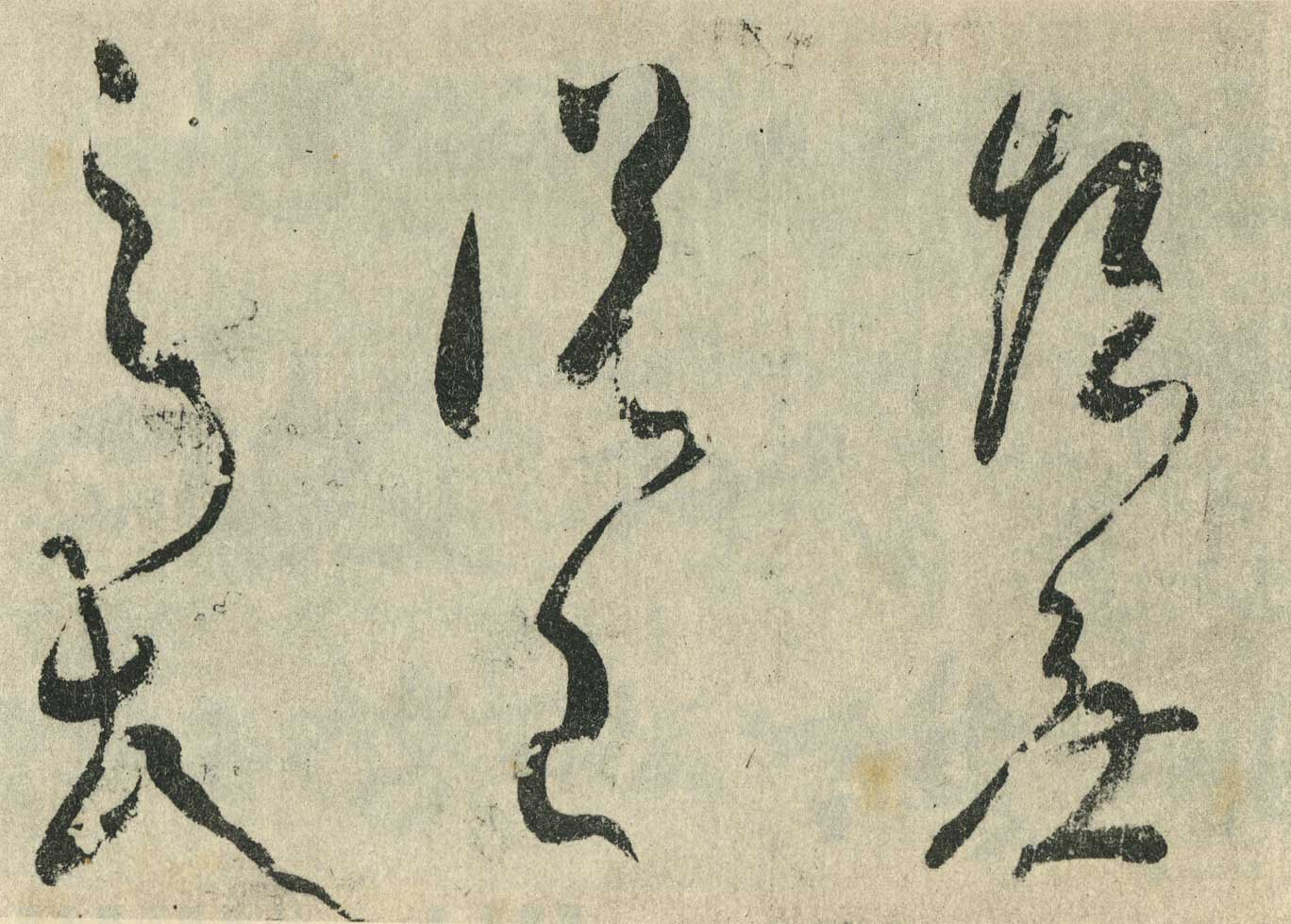
Thư pháp viết bởi Kukai thời Heian
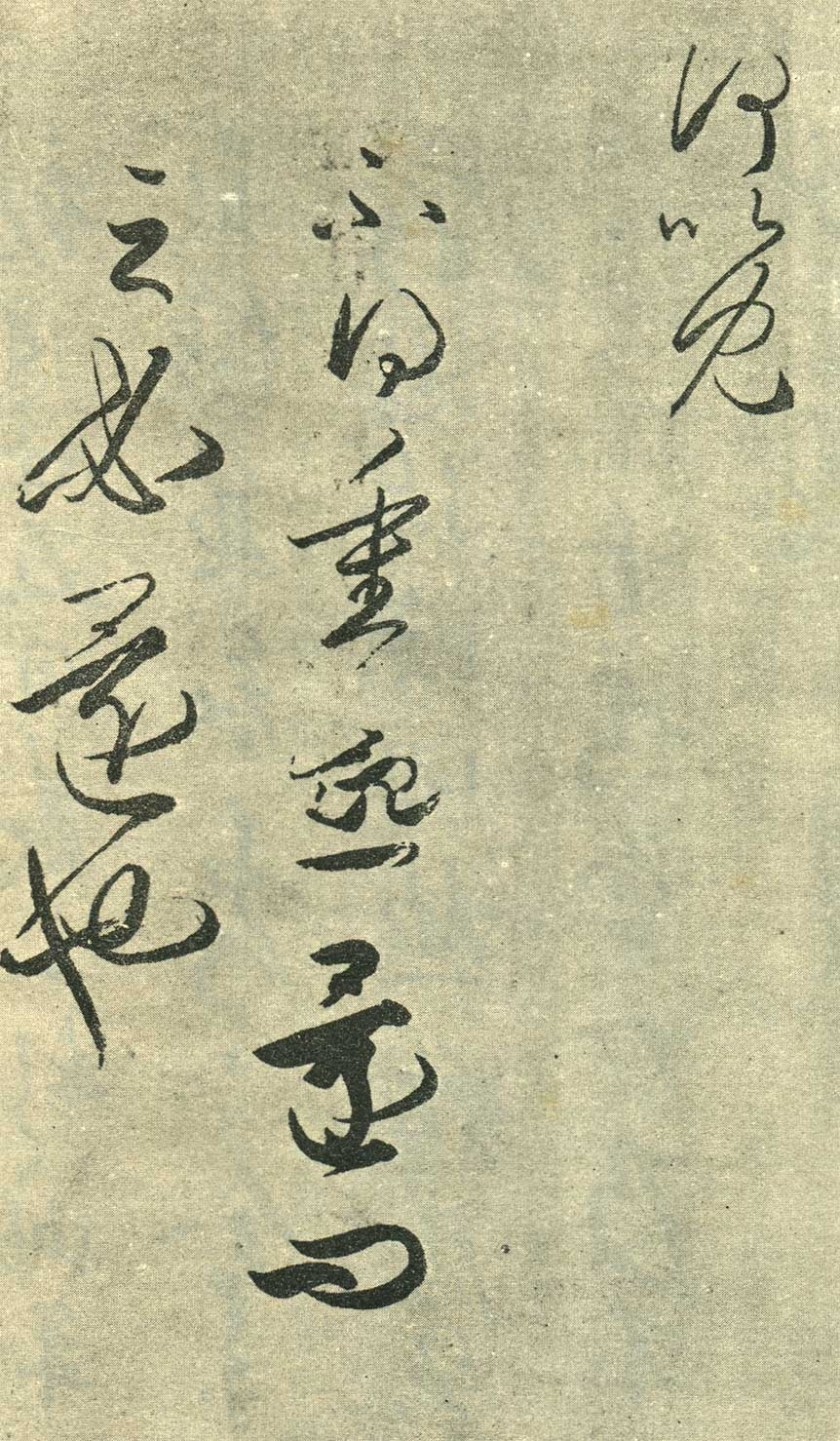
Thư pháp viết bởi Gishi rinshakuhai thời Heian
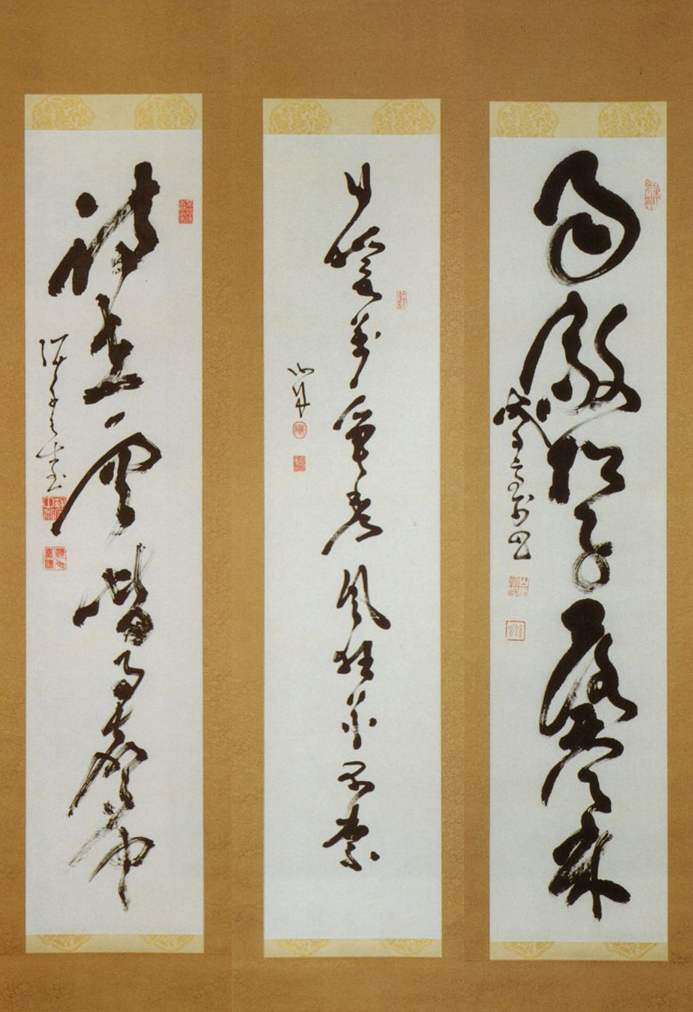
Thư pháp viết bởi Takahashi Deishu (1835 - 1903) 高橋泥舟, Katsu Kaishu (1867 - 1899) 勝海舟 và Yamaoka Tesshu (1836 - 1888) 山岡鉄舟, thời Meiji
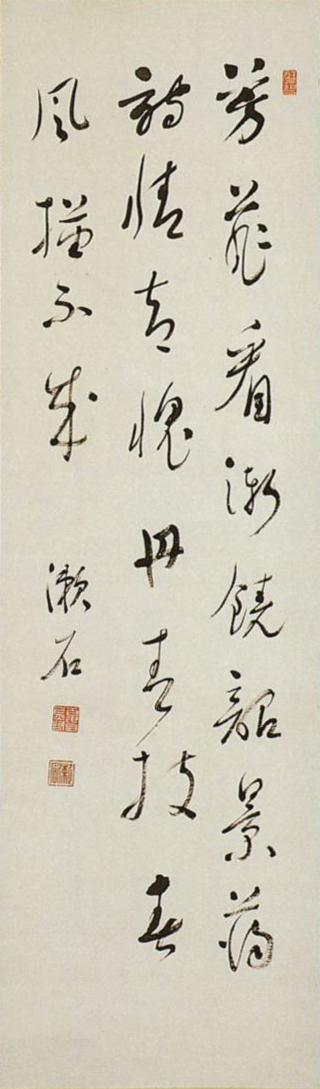
Thư pháp viết bởi Natsume Soseki (1867 - 1916) 夏目漱石 thời Meiji
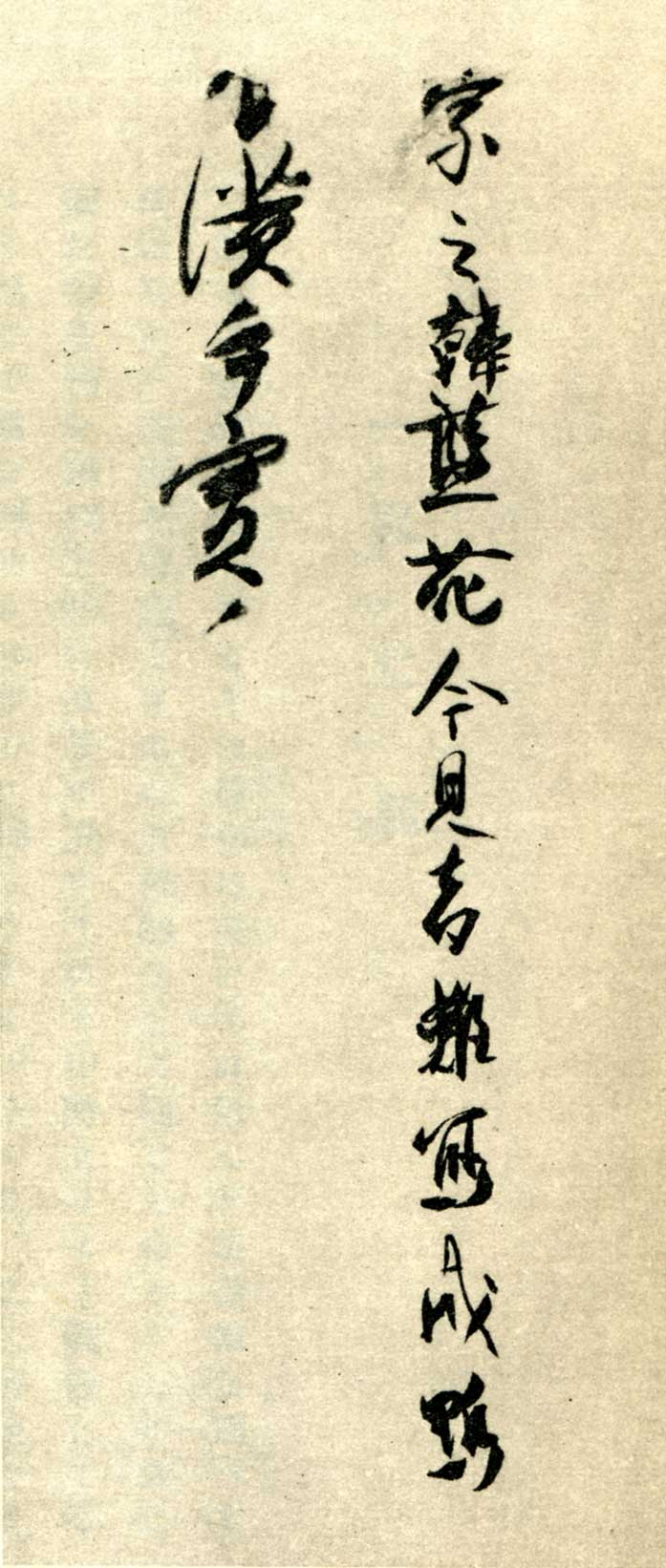
Thư pháp thời Nara